# 港銀控股
港銀控股有限公司，簡稱港銀控股（英語：Loco Hong Kong Holdings Ltd.，港交所：8162），在2009年，由戈壁礦務有限公司、黃鴻濱和陳奕輝（主席），於香港（總部）成立「香江貴金屬電子材料有限公司」。
業務在香港和中國內地經營生產和銷售白銀和錫物品。
股份在2014年8月5日於港交所創業板上市。配售價為0.36港元，配售股份為1.2億股，集資額為4320萬港元。

## 連結
- locohongkong.com